# Goniodoris modesta
Goniodoris modesta Alder & Hancock, 1864 è un mollusco nudibranchio della famiglia Goniodorididae.